# Mohammad Rezá Nematzadé
Mohammad Rezá Nematzadé,  (n. Tabriz, 1945) es un ingeniero y político iraní, ministro de Industria, Minas y Comercio desde el 15 de agosto de 2013. Nematzadé es miembro fundador del Partido de la Moderación y el Desarrollo, liderado por el presidente de Irán, Hasán Rouhaní.

## Biografía

### Formación
Nacido en el verano de 1945 en Tabriz (Azerbaiyán de Irán), Nematzadé realizó estudios de Ingeniería ambiental en la Universidad Politécnica del Estado de California (San Luis Obispo), de los que se licenció en 1968. Inició también estudios de maestría en Ingeniería industrial en la Universidad de California en Berkeley, que dejó sin embargo a medias cuando al año siguiente regresó a Irán y comenzó a trabajar en el sector industrial.

### Carrera política y administrativa

#### Revolución islámica
Durante sus años de estudiante en los Estados Unidos de América, Nematzadé había participado en la fundación de la Asociación Islámica del Oeste de América. A finales de los años 70, se implicó en el movimiento revolucionario  que terminó por derrocar al shah Mohammad Rezá Pahlaví organizando huelgas en distintos puntos de Irán. En el transcurso del movimiento revolucionario, trató de ingresar en las escuelas teológicas de Qom, pero el paro de las huelgas en protesta por la represión gubernamental lo impidió. El movimiento revolucionario lo puso en contacto con Akbar Hashemí Rafsanyaní y con Mohammad Yavad Bahonar. 
Tras el triunfo de la revolución y durante el gobierno interino de Mehdí Bazargán, Nematzadé ocupó junto a un grupo de unas 70 personas una planta del Ministerio de Trabajo y formaron un grupo de «Inspectores Especiales», dirigido por él, que operaba como mediador espontáneo en conflictos laborales. Después de participar en la junta directiva de la empresa automovilística nacional Iran Khodro, fue designado por el Consejo Revolucionario como ministro de Trabajo y Asuntos Sociales, en un período de una gran movilización obrera y numerosas huelgas. En su ejercicio, Nematzadé se opuso sin éxito a la paralización del desarrollo de la central nuclear de Bushehr. 

#### Gobiernos de Banisadr y Rayaí (1980-1981)
Con el acceso a la presidencia de Abolhasán Banisadr en enero de 1980, Nematzadé mantuvo el ministerio hasta el verano del mismo año, cuando por iniciativa del primer ministro Mohammad Alí Rayaí, ocupó el cargo de ministro de Industria, que desempeñó hasta el asesinato de Rayaí, ya presidente, en agosto de 1981 por la Organización de los Muyahidines del Pueblo de Irán. En su ministerio, creó un Instituto de Industrias Nacionales ocupado en reactivar los cientos de industrias cuyo funcionamiento había parado con la revolución. En ese contexto y dentro de la incertidumbre cuanto a la política general que adoptaría el estado posrevolucionario, Nematzadé mantenía una postura relativamente opuesta a la estatalización de la economía y participaba, como Banisadr, en las tentativas de desarrollo de una teoría de la «Economía islámica». 

#### Gobiernos de Mir Hosein Musaví (1981-1989) yguerra Irán-Irak
Tras la muerte de Rayaí, Nematzadé fue designado por Mir Hosein Musaví, entonces presidente del Instituto de Presupuestos y Planificación, como director ejecutivo de planificación de proyectos de infraestructuras y producción. Con el inicio de la guerra Irán-Irak, Nematzadé fue asignado por el ministro de Defensa Mohammad Salimí a la junta directiva del Instituto de Industrias de Defensa, y fue encargado de la producción de armas y municiones, en un momento en que todas las compañías occidentales que trabajaban bajo la monarquía habían abandonado Irán. En ese período se inicia la producción de Katiusha en Irán. El proceso de producción de morteros también se inició bajo la responsabilidad de Nematzadé, si bien llegó a fase operativa posteriormente. En un segundo período, Nematzadé dirigió la activación de la industria aeronáutica en Ispahán, la creación de Saha Air Lines, la cadena de reparación de los cazas iraníes y la modificación del F-5 con cabina biplaza, con fines de instrucción. 
En el año 1985, actuó brevemente como director ejecutivo de la empresa estatal de energía eléctrica Tavanir.

#### Ministro de Industria bajo Rafsanyaní (1989-1997)
Durante los dos mandatos presidenciales de Akbar Hashemí Rafsanyaní, Nematzadé sirvió como ministro de Industria, teniendo por misión principal la reconstrucción de las infraestructuras industriales destruidas durante la guerra. Nematzadé dirigió también el desarrollo de una industria iraní del cemento antes prácticamente inexistente, de modo que al término de su segundo mandato Irán exportaba 2 millones de toneladas anuales de este material. También bajo el ministerio de Nematzadé, la producción automovilística —en particular del modelo nacional IKCO Paykan—, pasó de menos de 5 000 a 200 000 unidades anuales.

#### Presidencias de Jatamí (1997-2005)
Bajo las dos presidencias de Mohammad Jatamí, Nematzadé ocupó la secretaría de Asuntos Petroquímicos del Ministerio del Petróleo y, a propuesta del ministro Biyán Namdar Zangané, asumió la dirección de la Empresa Nacional de Industrias Petroquímicas de Irán y, en ese cargo, la dirección del desarrollo de los proyectos industriales relativos al yacimiento de gas natural South Pars-North Dome. 

#### Presidencias de Ahmadineyad (2005-2009)
Con la llegada a la presidencia de Mahmud Ahmadineyad, Nematzade asumió la secretaría de Distribución y Refinado del Ministerio del Petróleo, así como la dirección ejecutivo de la Compañía Nacional de Refinado y Distribución de Derivados del Petróleo de Irán,   y gestionó la ejecución del plan de racionamiento de gasolina del verano de 2007, hasta su destitución en el ministerio del Petróleo el 28 de abril de 2009, que se ha relacionado con el apoyo a la candidatura en ciernes de Mir Hosein Musaví para la elección presidencial de 2009 y con severas críticas formuladas por Nematzadé a propósito de la gestión del gabinete de Ahmadineyad.

#### Gobierno deHasán Rouhaní
La designación de Nematzadé como ministro de Industria, Minas y Comercio en el gobierno de Hasán Rouhaní fue aprobada el 15 de agosto por la Asamblea Consultiva Islámica con 199 votos favorables, 60 contrarios y 24 abstenciones. 